# De verwoede verzamelaar
De verwoede verzamelaar is een stripverhaal uit de reeks van Suske en Wiske. Het is onderdeel van een reeks van zes bijzondere albums ter gelegenheid van de zeventigste verjaardag van Suske en Wiske. 
Deze reeks werd mogelijk gemaakt door Het Laatste Nieuws en dit verhaal werd geschreven door Jan Verheyen. Het werd uitgebracht op 3 oktober 2015. Een belangrijk deel van de opbrengst ging naar SOS Kinderdorpen.

## Personages
In dit verhaal spelen de volgende personages mee: 
- Suske, Wiske, tante Sidonia, Lambik, Jerom, professor Barabas, Krimson, verzamelaar, Indiana Jones en handlanger, treinreizigers, Cary Grant, Krimson, Gene Kelly, kinderen, E.T., Elliot, butler

## Locaties
Dit verhaal speelt zich af op de volgende locaties:
- het huis van tante Sidonia, het laboratorium van professor Barabas, kerk, treinstations, afgelegen schuur

## Verhaal
Tante Sidonia wordt ontvoerd. De vrienden vinden een briefje waarin ze worden opgedragen enkele voorwerpen te zoeken die ze vervolgens aan de ontvoerder moeten overdragen. Al snel daarna wordt er een dvd bezorgd, het eerste voorwerp uit deze film moet worden gehaald. 
De vrienden gaan naar professor Barabas en met een coaxkabel wordt verbinding gemaakt met de omgeving uit Raiders of the Lost Ark. Lambik wordt met de teletijdmachine naar de locatie geflitst en krijgt daar een beeldje te pakken. Hij dreigt geplet te worden, maar wordt net op tijd teruggeflitst. De ontvoerder neemt telefonisch contact op: het beeldje moet de volgende dag worden achtergelaten in de trein van Antwerpen-Gent van 13:02 uur. Suske laat het beeldje achter en vindt een nieuwe opdracht: de stropdas van Cary Grant moet worden gehaald en Jerom wordt met de teletijdmachine naar North by Northwest geflitst. Hij ziet hoe Cary achtervolgd wordt door een vliegtuig en redt de man. Hij krijgt de das en wordt teruggeflitst.
De vrienden willen de ontvoerder ontmaskeren en Jerom, Wiske en Lambik vermommen zich. Suske laat de stropdas achter in het toilet van de trein en daarna wordt Krimson door de vrienden gepakt. Krimson verklaart dat hij geen slecht mens meer is, hij werkt nu bij de belastingdienst. Hij werd gedwongen om de ontvoerder te helpen, anders zou zijn verleden worden geopenbaard aan de chef van Krimson. Krimson sprak met de chanteur af in de biechtstoel van een kerk en kreeg de opdracht om Sidonia te ontvoeren. Hij liet haar achter bij een weg en toen hij terugkwam, was ze verdwenen. Krimson moet reizen met de trein van Gent-Dampoort en de voorwerpen afgeven aan een man die eruitziet als een butler. Dan wordt Krimson gebeld, hij wordt gewaarschuwd dat hij niet nog een afspraak mag missen. De chanteur wil dat de derde opdracht in gang wordt gezet: er moet een regenjas gehaald worden.
Lambik wordt naar Singin' in the Rain geflitst en hij ziet Gene Kelly. Na een worsteling krijgt hij de paraplu van de zingende Gene te pakken. Krimson geeft de paraplu af aan de ontvoerder en Lambik en Jerom achtervolgen de man in een auto. Ze verliezen de auto uit het oog en de vrienden beginnen aan de vierde opdracht: ze moeten de fiets van E.T. bemachtigen en worden naar deze locatie geflitst. Ze zien een groep kinderen fietsen en krijgen twee fietsen te pakken. Ze fietsen door de lucht voor de maan en krijgen de fiets van Elliot te pakken. Als de fiets overgedragen wordt aan de butler, krijgen de vrienden deze man te pakken. Ze gaan met de butler naar een afgelegen schuur en vinden daar de vastgebonden Sidonia. De verzamelaar kijkt naar afbeeldingen van films en wil alle voorwerpen bemachtigen. Tante Sidonia is woedend op deze verwoede verzamelaar, die verklaart dat de drang sterker was dan hij zelf. Sidonia heeft een plan om de verzameling compleet te maken en de verzamelaar wordt naar de zinkende Titanic geflitst.